# Hiro Mashima
真島 ヒロ
Œuvres principales
Première œuvre : 
- Bad Boys Song (1998)

Autres ouvrages :
- Rave (1999–2005)
- Mashima-en (2003)
- Monster Soul (2006–2007)
- Fairy Tail (2006–2017)
- Monster Hunter Orage (2008–2009)
- Edens Zero (2018-2024)
- Fairy Tail: 100 Years Quest (scénario, depuis 2018)
- Dead Rock (depuis 2023)

Hiro Mashima (真島 ヒロ, Mashima Hiro), né le 3 mai 1977 à Nagano au Japon, est un mangaka. Il est principalement connu pour être l’auteur des mangas Rave, publié dans le Weekly Shōnen Magazine de Kōdansha de 1999 à 2005, puis Fairy Tail publié de 2006 à 2017, Edens Zero publié de 2018 à 2024 et Dead Rock depuis 2023.

## Biographie

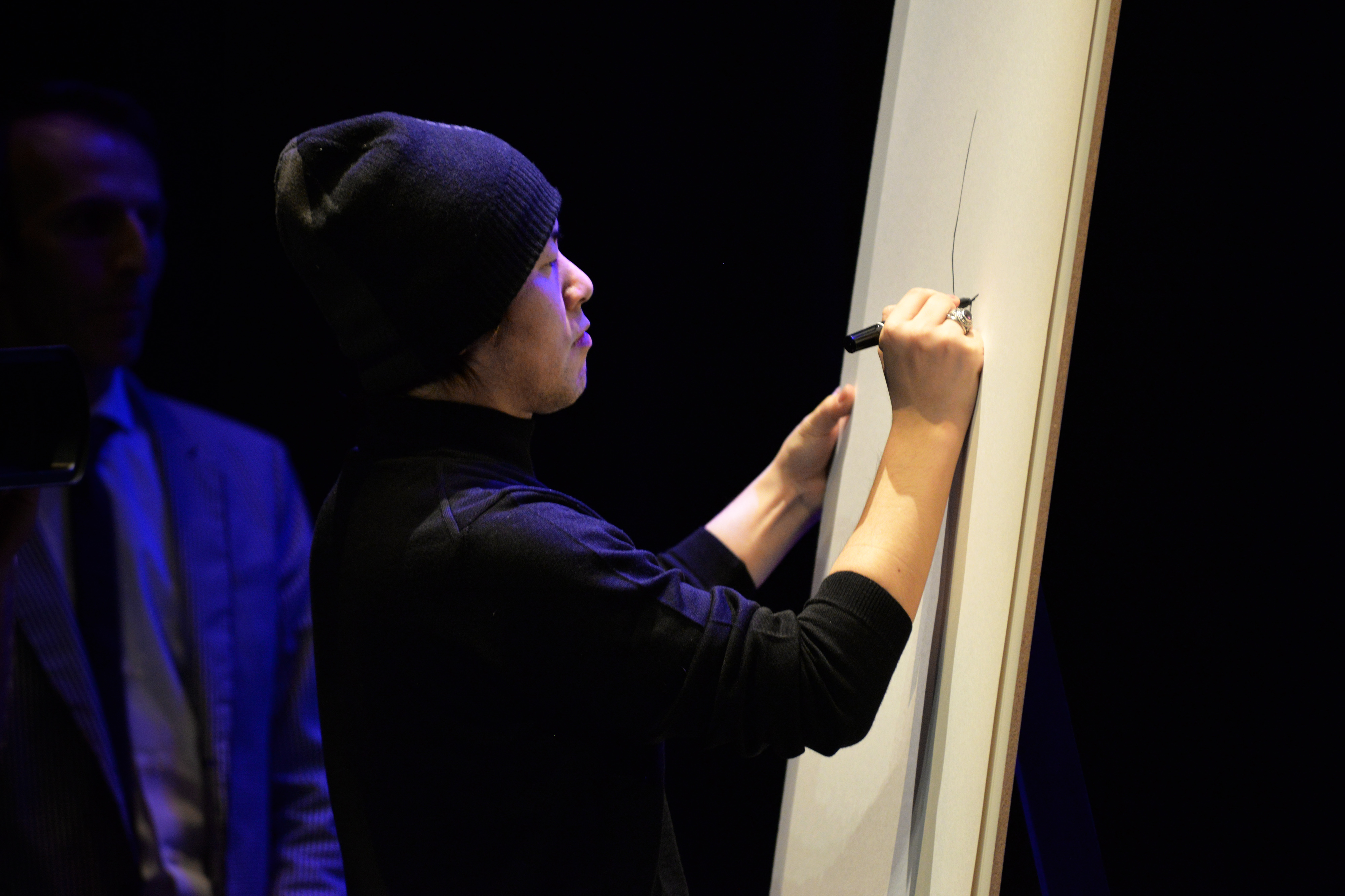
Hiro Mashima pendant une draw battle avec Reno Lemaire, festival d'Angoulême 2018.

Hiro Mashima est né le 3 mai 1977 à Nagano, dans la préfecture de Nagano au Japon.
Sa première longue série, Rave, est publiée entre 1999 et 2005 et comporte 35 tomes. Elle est adaptée en un anime de 51 épisodes racontant l'histoire des volumes 1 à 12 du manga.
En 2003, certains de ses one shots sont rassemblés en deux volumes nommés Mashima-en. Ces histoires — Cocona, Magician, Les aventures de Plue II et Fairy Tale pour le volume 1 et Bad Boys Song, Magic Party, X'mas Hearts et Mixture pour le volume 2 — sont une sorte de prototype de sa dernière œuvre. Ces deux tomes sont sortis en France le 3 février 2010 aux éditions Pika.
Entre août 2006 et juillet 2017, il travaille sur Fairy Tail, un manga sur la magie, publié dans le Weekly Shōnen Magazine et dont le nombre total de volumes est de 63. Plusieurs références et clins d'œil à son manga Rave, comme le personnage Plue, se retrouvent dans Fairy Tail. Le manga est adapté en anime ainsi que plusieurs séries dérivées écrites et dessinés par différents auteurs.
En 2008, il a été invité au Comic-Con de San Diego. Il indique dans une interview qu’il a une fille et précise également que les artistes qui l’inspirent sont Akira Toriyama (auteur de Dragon Ball) et Yudetamago (auteur de Muscleman),.
En 2010, Hiro Mashima est invité une seconde fois en France à l'occasion de la 11e édition de Japan Expo. Il est également l'invité principal de la Japan Expo 2016 pour les 10 ans de la publication de son manga Fairy Tail.
Le festival d'Angoulême 2018 lui consacre une exposition centrée autour de la série Fairy Tail au musée de la bande dessinée. Un Fauve d'honneur lui est décerné lors de la cérémonie des prix Jeunesse.

## Œuvres
Les personnages principaux de ses mangas portent un nom de saison : Haru de Rave pour le printemps, Natsu de Fairy Tail pour l’été, Aki de Monster Soul pour l’automne et Shiki de Edens Zero pour les quatre saisons.
- 1998 : Bad Boys Song (one shot)
- 1998 : Magician (one shot)
- 1999 - 2005 : Rave (35 tomes, terminé)
- 2000 : Magic Party (one shot)
- 2002 : Fairy Tale (one shot)
- 2002 : Plue's Dog Diaries (one shot)
- 2003 : Cocona (one shot)
- 2003 : X'Mas Hearts (one shot)
- 2003 : Mixture (one shot)
- 2003 : Mashima-en (2 tomes, terminé - Regroupement de Bad Boys Song, Magician, Magic Party, Fairy Tale, Cocona, X'mas Hearts et Mixture)
- 2006 : Monster Soul (2 tomes, terminé)
- 2006 - 2017 : Fairy Tail (63 tomes, terminé)
- 2008 : Chameleon (one shot, remake du manga Chameleon d'Atsushi Kase[7])
- 2008 - 2009 : Monster Hunter Orage (4 tomes, terminé)
- 2010 : Nishikaze to Taiyō (one shot)
- 2014 : Starbiter Satsuki (one shot)
- 2014 - 2015 : Fairy Tail Zero (1 tome, terminé)
- 2016 : Fairy Tail S (2 tomes, terminé)
- 2018 - 2024 : Edens Zero (33 tomes, terminé)[8]
- 2019 : Dragon Quest XI S Tōzoku-tachi no Banka (one shot)
- 2019 : Mashima Hero's (one shot)
- 2022 : Polina Petrova (one shot)
- 2023 - en cours : Dead Rock (5 tomes, en cours)

### Œuvres co-écrites ou dérivées de ses œuvres
- 2014 - 2015 : Tale of Fairy Tail: Ice Trail (2 tomes, terminé) (scénario)
- 2014 - 2015 : Fairy Tail: Blue Mistral (4 tomes, terminé) (œuvre originale)
- 2014 - 2016 : Fairy Girls (4 tomes, terminé) (scénario)
- 2015 - 2016 : Fairy Tail: Side Stories (3 tomes, terminé) (scénario)
- 2018 - en cours : Fairy Tail: 100 Years Quest (21 tomes, en cours) (scénario et storyboard)
- 2018 - 2020 : Fairy Tail : La grande aventure de Happy (8 tomes, terminé) (œuvre originale)
- 2018 - 2019 : Fairy Tail: City Hero (4 tomes, terminé) (œuvre originale)
- 2021 - 2022 : Gate of Nightmares (2 tomes, terminé) (charadesign et univers)